# 伊万里市

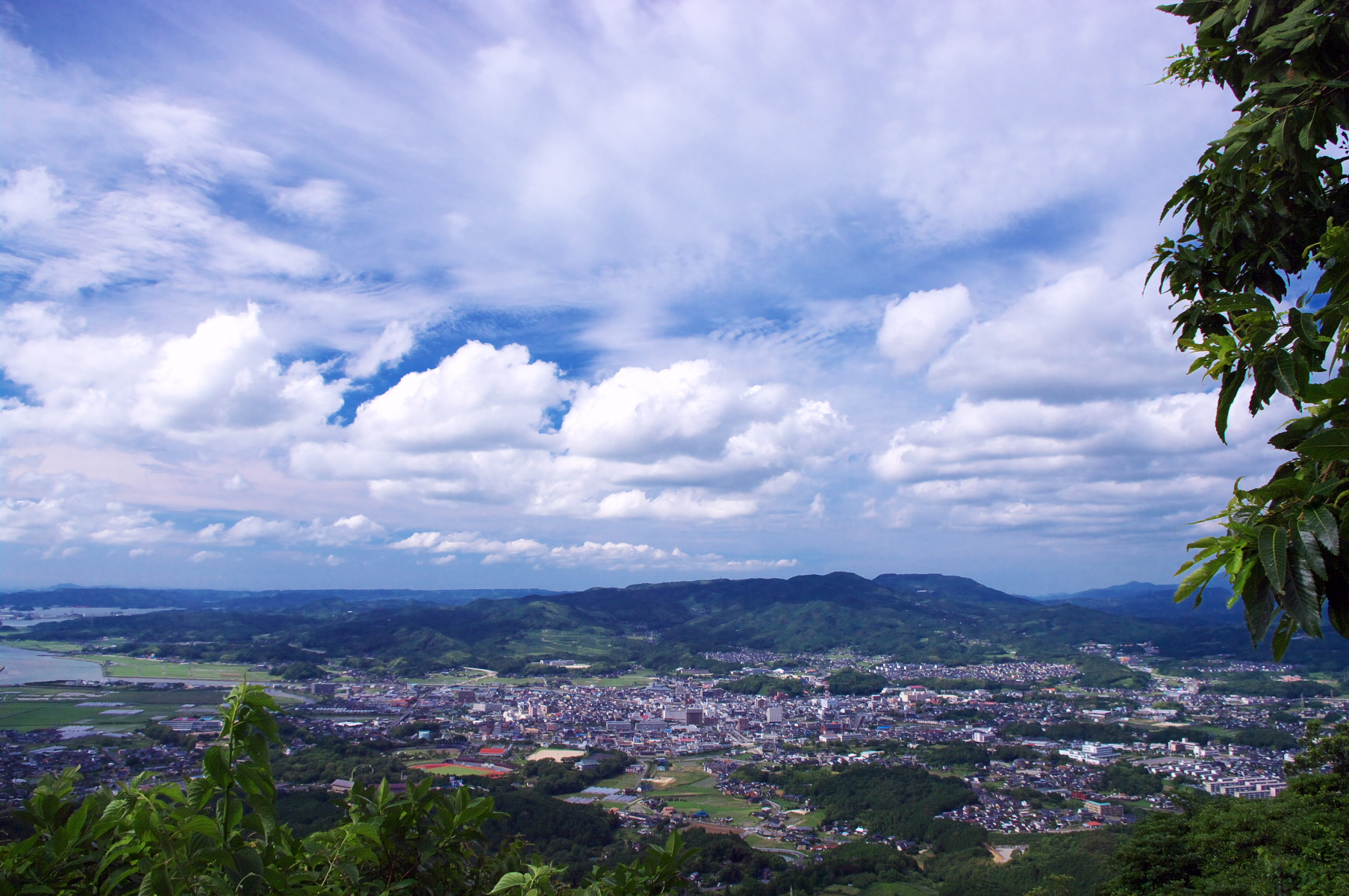
伊万里市街地遠景

伊万里市（いまりし）は、佐賀県の西部にある市。東松浦半島と北松浦半島の結合部に位置する。鍋島藩の藩窯で焼かれた「鍋島」の系譜を引く伊万里焼で知られる。

## 地理

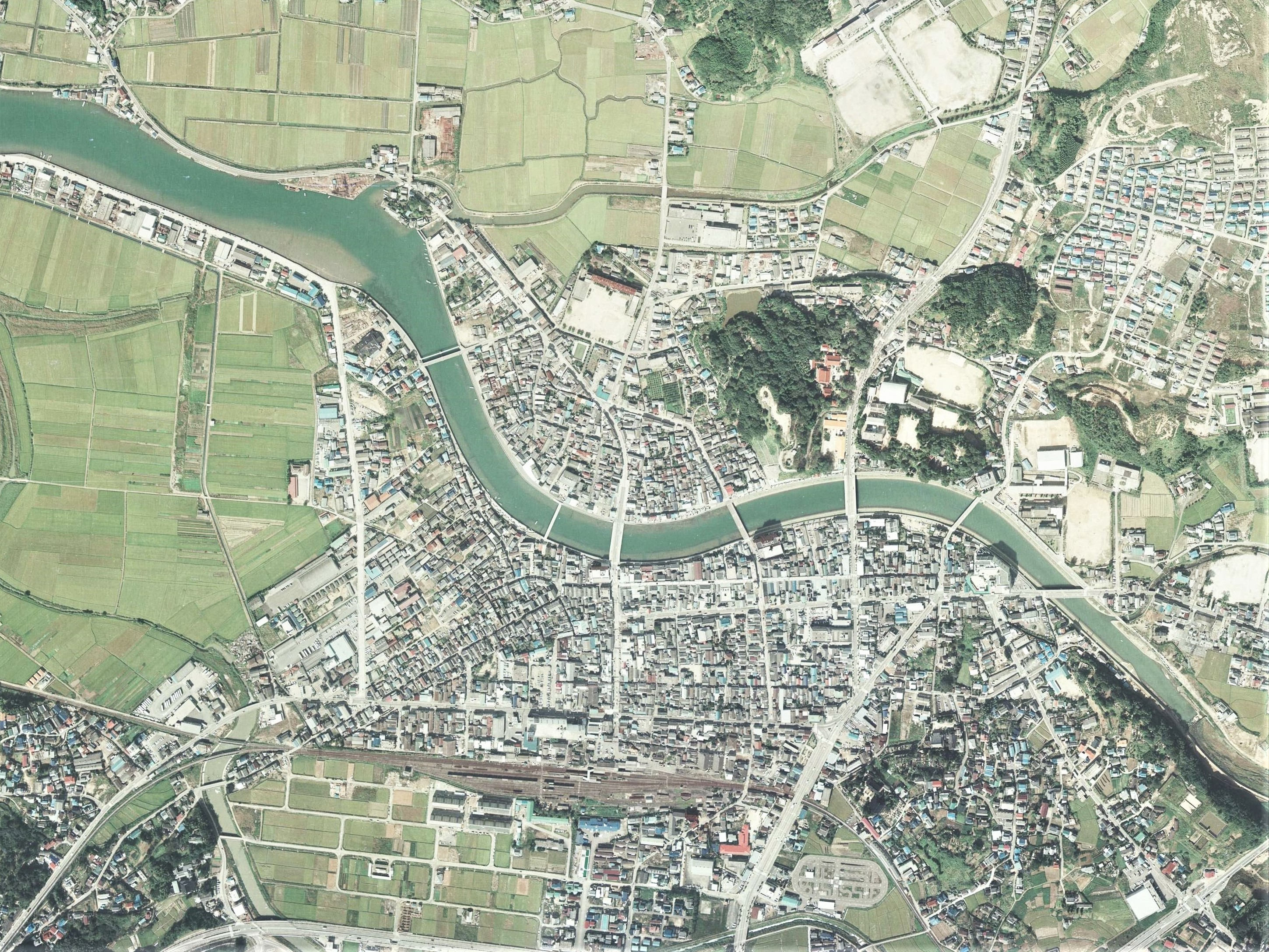
伊万里市中心部周辺の空中写真。
1977年10月5日撮影の2枚を合成作成。。

佐賀市の西約50kmの場所に位置しており伊万里川と有田川が流れ込む伊万里湾を東・南・西の三方から囲む形で東松浦半島南西部と北松浦半島南東部を市域とする。市域西部の北松浦半島地域では長崎県と接し、東部は低い丘陵地である。
江戸時代には肥前国で焼かれた磁器が伊万里港から日本国内だけでなくヨーロッパまで輸出されたことから、これらを総称して「古伊万里」という。一方、磁器の産地としては1675年に佐賀鍋島藩は藩窯を有田から大川内山に移し、技法が流出しないよう厳重な管理下に置かれた。藩窯で焼かれた高品位な磁器は「鍋島」と呼ばれて献上品に用いられ、「鍋島」の系譜は伊万里焼に引き継がれており、大川内山には多くの窯元がある。大川内山は「大川内鍋島窯跡」として国史跡に指定されており（2003年9月16日指定）、1996年に日本の音風景100選（伊万里の焼物の音）、2002年にかおり風景100選（伊万里焼土と炎のかおり）など多くの選定を受けている。

### 地形
中心市街地は市域南部の伊万里川河口付近にある。
- 山岳:八幡岳（764m）・眉山（518m）・青螺山（599m）・腰岳（488m）・烏帽子岳（597m）・大通山（580m）・国見岳（496m）・大野岳（424m）・大陣岳（269m）
- 河川:有田川・伊万里川・志佐川・佐代川・松浦川
- 湖沼:都川内ダム、長浜ダム

### 気候
| 伊万里（1991年 - 2020年）の気候    | 伊万里（1991年 - 2020年）の気候 | 伊万里（1991年 - 2020年）の気候 | 伊万里（1991年 - 2020年）の気候 | 伊万里（1991年 - 2020年）の気候 | 伊万里（1991年 - 2020年）の気候 | 伊万里（1991年 - 2020年）の気候 | 伊万里（1991年 - 2020年）の気候 | 伊万里（1991年 - 2020年）の気候 | 伊万里（1991年 - 2020年）の気候 | 伊万里（1991年 - 2020年）の気候 | 伊万里（1991年 - 2020年）の気候 | 伊万里（1991年 - 2020年）の気候 | 伊万里（1991年 - 2020年）の気候 |
| 月                                 | 1月                             | 2月                             | 3月                             | 4月                             | 5月                             | 6月                             | 7月                             | 8月                             | 9月                             | 10月                            | 11月                            | 12月                            | 年                              |
| ---------------------------------- | ------------------------------- | ------------------------------- | ------------------------------- | ------------------------------- | ------------------------------- | ------------------------------- | ------------------------------- | ------------------------------- | ------------------------------- | ------------------------------- | ------------------------------- | ------------------------------- | ------------------------------- |
| 最高気温記録 °C （°F）             | 19.8 (67.6)                     | 22.4 (72.3)                     | 25.5 (77.9)                     | 29.9 (85.8)                     | 32.1 (89.8)                     | 36.0 (96.8)                     | 36.8 (98.2)                     | 37.8 (100)                      | 36.9 (98.4)                     | 32.6 (90.7)                     | 28.3 (82.9)                     | 24.0 (75.2)                     | 37.8 (100)                      |
| 平均最高気温 °C （°F）             | 9.8 (49.6)                      | 11.2 (52.2)                     | 14.6 (58.3)                     | 19.7 (67.5)                     | 24.1 (75.4)                     | 26.7 (80.1)                     | 30.5 (86.9)                     | 31.8 (89.2)                     | 28.0 (82.4)                     | 23.3 (73.9)                     | 17.7 (63.9)                     | 12.2 (54)                       | 20.8 (69.4)                     |
| 日平均気温 °C （°F）               | 5.4 (41.7)                      | 6.4 (43.5)                      | 9.5 (49.1)                      | 14.2 (57.6)                     | 18.6 (65.5)                     | 22.2 (72)                       | 26.4 (79.5)                     | 27.2 (81)                       | 23.3 (73.9)                     | 17.9 (64.2)                     | 12.4 (54.3)                     | 7.3 (45.1)                      | 15.9 (60.6)                     |
| 平均最低気温 °C （°F）             | 1.2 (34.2)                      | 1.7 (35.1)                      | 4.5 (40.1)                      | 8.9 (48)                        | 13.6 (56.5)                     | 18.6 (65.5)                     | 23.3 (73.9)                     | 23.7 (74.7)                     | 19.6 (67.3)                     | 13.3 (55.9)                     | 7.6 (45.7)                      | 2.9 (37.2)                      | 11.6 (52.9)                     |
| 最低気温記録 °C （°F）             | −5.4 (22.3)                     | −5.3 (22.5)                     | −3.6 (25.5)                     | −1.0 (30.2)                     | 4.0 (39.2)                      | 8.7 (47.7)                      | 15.6 (60.1)                     | 16.7 (62.1)                     | 8.6 (47.5)                      | 2.1 (35.8)                      | −1.6 (29.1)                     | −4.5 (23.9)                     | −5.4 (22.3)                     |
| 降水量 mm （inch）                 | 78.6 (3.094)                    | 93.8 (3.693)                    | 148.6 (5.85)                    | 188.2 (7.409)                   | 197.2 (7.764)                   | 355.6 (14)                      | 367.9 (14.484)                  | 272.0 (10.709)                  | 224.1 (8.823)                   | 105.0 (4.134)                   | 107.4 (4.228)                   | 83.6 (3.291)                    | 2,221.8 (87.472)                |
| 平均降水日数 （≥1.0 mm）           | 9.4                             | 9.0                             | 10.9                            | 10.0                            | 9.4                             | 13.4                            | 13.1                            | 11.0                            | 10.0                            | 7.2                             | 9.1                             | 9.2                             | 121.7                           |
| 平均月間日照時間                   | 98.6                            | 118.9                           | 157.9                           | 182.7                           | 193.2                           | 122.0                           | 159.0                           | 188.5                           | 155.3                           | 178.7                           | 135.4                           | 108.6                           | 1,798.8                         |
| 出典1：Japan Meteorological Agency |                                 |                                 |                                 |                                 |                                 |                                 |                                 |                                 |                                 |                                 |                                 |                                 |                                 |
| 出典2：気象庁                      |                                 |                                 |                                 |                                 |                                 |                                 |                                 |                                 |                                 |                                 |                                 |                                 |                                 |

### 隣接している自治体
- 佐賀県
  - 唐津市
  - 武雄市
  - 西松浦郡有田町
- 長崎県
  - 佐世保市
  - 松浦市

### 地域
| 地域     | 面積/km2 | 世帯   | 人口    | 町・字                                                                                      |
| -------- | -------- | ------ | ------- | ------------------------------------------------------------------------------------------- |
| 中心部   | 047.43   | 10,368 | 025,955 | 伊万里町・大坪町・立花町・新天町・蓮池町・ 大川内町・脇田町・瀬戸町・木須町・松島町         |
| 黒川町   | 026.48   | 01,134 | 003,089 | 塩屋・福田・大黒川・小黒川・畑川内・長尾・真手野・ 花房・清水・立目・牟田・横野・椿原・黒塩 |
| 波多津町 | 032.50   | 00785  | 002,548 | 辻・畑津・内野・煤屋・馬蛤潟・木場・田代・ 板木・津留・主屋・中山・井野尾・筒井             |
| 南波多町 | 029.24   | 00800  | 002,802 | 重橋・谷口・古里・水留・大曲・高瀬・井手野・大川原・ 古川・笠椎・小麦原・府招・原屋敷       |
| 大川町   | 029.84   | 00912  | 002,683 | 大川野・川西・駒鳴・立川・山口・東田代・川原                                                |
| 松浦町   | 021.30   | 00881  | 002,562 | 桃川・中野原・山形・提川                                                                    |
| 二里町   | 016.41   | 02,587 | 006,431 | 八谷搦・大里・中里                                                                          |
| 東山代町 | 029.44   | 02,333 | 005,996 | 長浜・日尾・天神・脇野・大久保・里・ 東大久保・浦川内・滝川内・川内野                       |
| 山代町   | 022.02   | 02,356 | 005,581 | 楠久・楠久津・峰・城・福川内・ 久原・立岩・西分・西大久保・東分                             |
| 計       | 255.02   | 22,156 | 057,647 |                                                                                             |

1. 1 2  2012年6月15日統計伊万里

詳細については伊万里市の地名を参照のこと。

### 人口
| |                                          |  |
| 伊万里市と全国の年齢別人口分布（2005年） | 伊万里市の年齢・男女別人口分布（2005年） |  |
| ■紫色 ― 伊万里市 ■緑色 ― 日本全国 | ■青色 ― 男性 ■赤色 ― 女性                |  |
| 伊万里市（に相当する地域）の人口の推移 \| 1970年（昭和45年） \| 61,561人 \| \| \| 1975年（昭和50年） \| 60,913人 \| \| \| 1980年（昭和55年） \| 61,243人 \| \| \| 1985年（昭和60年） \| 62,044人 \| \| \| 1990年（平成2年） \| 60,882人 \| \| \| 1995年（平成7年） \| 60,348人 \| \| \| 2000年（平成12年） \| 59,143人 \| \| \| 2005年（平成17年） \| 58,190人 \| \| \| 2010年（平成22年） \| 57,161人 \| \| \| 2015年（平成27年） \| 55,238人 \| \| \| 2020年（令和2年） \| 52,629人 \| \| |                                          |  |
| 総務省統計局 国勢調査より |                                          |  |
| 1970年（昭和45年） | 61,561人                                 |  |
| 1975年（昭和50年） | 60,913人                                 |  |
| 1980年（昭和55年） | 61,243人                                 |  |
| 1985年（昭和60年） | 62,044人                                 |  |
| 1990年（平成2年） | 60,882人                                 |  |
| 1995年（平成7年） | 60,348人                                 |  |
| 2000年（平成12年） | 59,143人                                 |  |
| 2005年（平成17年） | 58,190人                                 |  |
| 2010年（平成22年） | 57,161人                                 |  |
| 2015年（平成27年） | 55,238人                                 |  |
| 2020年（令和2年） | 52,629人                                 |  |

## 歴史
江戸時代は有田・波佐見・三川内といった周辺地区の陶磁器の積出港として栄えた。肥前の磁器は、積出港の名から「伊万里焼」（今利焼）と称され、"Imari"の名は輸出先のヨーロッパにも知られた。積出港だけでなく、現在の市域にある大川内山にあった鍋島藩窯では将軍・朝廷などへの献上用として最高品質の磁器（鍋島焼）が生産されていた。明治時代から昭和30年代までは石炭の積出港としての役割を持っていた。

### 行政区域の変遷
- 1889年（明治22年）4月1日 - 町村制施行により、現在の市域にあたる以下の町村が発足。
  - 西松浦郡伊万里町・牧島村・大坪村・大川内村・西山代村・黒川村・大岳村・南波多村・大川村・松浦村・二里村・東山代村
- 1901年（明治34年）2月16日 - 大岳村→波多津村へ村名変更。
- 1928年（昭和3年）12月10日 - 牧島村を伊万里町に編入。
- 1936年（昭和11年）4月1日 - 西山代村が町制施行。山代町となる。
- 1943年（昭和18年）12月8日 - 伊万里町が大坪村および大川内村を編入。
- 1954年（昭和29年）4月1日 - 伊万里町・山代町・東山代村・黒川村・波多津村・南波多村・大川村・松浦村・二里村が対等合併し、伊万里市が発足。

### 年表
- 1954年（昭和29年）4月1日 - 伊万里町など西松浦郡9町村の新設合併により発足・市制施行。
- 1957年（昭和32年）7月6日 - 山代町西大久保の人形石山8合目付近から地すべりが発生。住宅12戸などが土砂の下敷きとなり7人が死亡[5]。
- 1967年（昭和42年）7月9日 - 昭和42年7月豪雨により白野川が氾濫、市役所も含め中心部一帯が冠水[6]。伊万里市内の死者12人・重軽傷者435人・住宅の全半壊182戸、農業・道路等を含め約120億円の損害[7]。
- 2019年（平成31年・令和元年）1月 - 西九州させぼ広域都市圏に参加。[8]

## 行政
- 市長：深浦弘信（2018年4月27日就任、2期目[9]）

### 歴代市長
特記なき場合「統計伊万里（平成30年）」による。
| 代 | 氏名     | 就任                      | 退任                      | 備考 |
| -- | -------- | ------------------------- | ------------------------- | ---- |
| 1  | 橋口四郎 | 1954年（昭和29年）4月     |                           |      |
| 2  | 山口正次 | 1962年（昭和37年）4月     |                           |      |
| 3  | 竹内通教 | 1970年（昭和45年）4月     |                           |      |
| 4  | 川本明   | 1994年（平成6年）4月      |                           |      |
| 5  | 塚部芳和 | 2002年（平成14年）4月27日 | 2018年（平成30年）4月26日 |      |
| 6  | 深浦弘信 | 2018年（平成30年）4月27日 | 現職                      |      |

### 市議会
- 定数：21名[13]
- 任期：2023年4月30日〜2027年4月29日
- 議長：中山光義（興隆会）
- 副議長：加藤奈津実（興隆会）

### 姉妹友好都市・提携都市
- 大連市（中華人民共和国遼寧省）- 2007年5月26日友好都市提携

### 県政・県の出先機関
伊万里市から選出される佐賀県議会議員の定数は2議席である。
出先機関
- 伊万里総合庁舎
  - 伊万里農林事務所
  - 伊万里土木事務所
  - 伊万里保健福祉事務所
  - 西松浦農業改良普及センター

### 国政・国の出先機関
- 衆議院 - 伊万里市は、佐賀県第2区（2013年までは佐賀県第3区）。比例区では九州ブロックに属する。詳細は、それぞれの選挙区を参照のこと。

- 参議院 - 伊万里は、佐賀県選挙区（全県区、定数2議席）に属する。

出先機関
- 厚生労働省
  - 伊万里公共職業安定所 - 伊万里市のほか、西松浦郡を管轄
  - 伊万里労働基準監督署  - 伊万里市のほか、西松浦郡を管轄
- 国税庁福岡国税局
  - 伊万里税務署 - 伊万里市のほか、西松浦郡を管轄
- 国土交通省九州地方整備局
  - 唐津港湾事務所建設管理官室
- 法務省
  - 佐賀地方法務局伊万里支局 - 伊万里市のほか、西松浦郡を管轄
  - 伊万里区検察庁 - 伊万里市のほか、西松浦郡を管轄
- 農林水産省門司植物防疫所
  - 福岡支所伊万里出張所
- 林野庁九州森林管理局
  - 佐賀森林管理署伊万里森林事務所
- 海上保安庁第七管区海上保安本部
  - 唐津海上保安部伊万里海上保安署
- 財務省税関
  - 門司税関伊万里税関支署

### 警察
- 伊万里警察署
  - 交番
    - 伊万里中央交番
    - 立花台交番

  - 駐在所
    - 松島警察官駐在所
    - 瀬戸警察官駐在所
    - 黒川警察官駐在所
    - 波多津警察官駐在所
    - 南波多警察官駐在所
    - 大川警察官駐在所
    - 大川内警察官駐在所
    - 松浦警察官駐在所
    - 二里警察官駐在所
    - 里警察官駐在所
    - 大久保警察官駐在所
    - 山代警察官駐在所
    - 楠久警察官駐在所
    - 浦の崎警察官駐在所

### 消防
- 伊万里・有田消防本部
  - 伊万里消防署
    - 伊万里消防署北分署
    - 伊万里消防署西分署
    - 伊万里消防署東分署

### 伊万里市公民館所在地
- 伊万里公民館：伊万里市松島町350番地4
- 牧島公民館：伊万里市木須町5832番地2
- 立花公民館：伊万里市立花町1891-79
- 大坪公民館：伊万里市大坪町甲2863番地1
- 黒川公民館：伊万里市黒川町塩屋504番地1
- 波多津公民館：伊万里市波多津町辻1080番地
- 南波多公民館：伊万里市南波多町井手野2685番地1
- 大川公民館：伊万里市大川町大川野3340番地1
- 大川内公民館：伊万里市大川内町丙2410番地1
- 松浦公民館：伊万里市松浦町山形5490番地2
- 二里公民館：伊万里市二里町大里乙321番地3
- 東山代公民館：伊万里市東山代町里105番地
- 山代公民館：伊万里市山代町久原2697-22

### マスコットキャラクター
なし万里くん・万梨之助くん・梨里ちゃん
2000年（平成12年）から伊万里市・伊万里梨PRのマスコットキャラクター。
いまりんモーモちゃん
2009年（平成21年）10月1日から伊万里市・伊万里牛のPRのマスコットキャラクター。

## 経済・産業
伊万里港に近い地の利を活かし、工業団地の整備が進められている。また陶磁器生産も大川内山のみならず市内あちこちで行われている。農業は米・万能葱（小葱）・蜜柑・梨（とくに南波多、大川地方）・葡萄（巨峰、ワイン原料にも利用されている）が盛ん。牛肉は“伊万里牛”ブランドとして福岡を中心に全国的にも知られている。
かつては市中心市街地の東町の伊万里玉屋、伊万里駅前のダイエー伊万里店といった商業施設があったがいずれも閉店し、現在は市内に大型商業施設はなく、伊万里駅北西の国道204号線・県道321号線沿いに郊外型店舗が集積している地域がある。

### 伊万里市に本社を置く主な企業
- 名村情報システム
- 奈雅井
- 松浦一酒造
- アイ・ケイ・ケイ
- テラサキ伊万里
- 野中建設工業
- 古伊万里酒造
- 畑萬陶苑
- ファインズ竹田
- 伊万里東洋（東洋水産グループ。カップ麺の製造）
- アリウラ（ドライブイン鳥の運営会社）

### 伊万里市に拠点を置く主な企業
- SUMCO
- 東横化学佐賀営業所
- 中国木材株式会社伊万里事業所
- 名村造船所
- ゼネシス
- ノリタケカンパニーリミテド
- 九州内田鍛工株式会社
- ウメザキシートメタル伊万里工場
- オリオンセラミック

### 金融機関
- 佐賀銀行（2支店）伊万里支店、楠久出張所
- 佐賀共栄銀行伊万里支店
- 西日本シティ銀行伊万里支店
- 十八親和銀行伊万里支店

伊万里信用金庫本店

- 伊万里信用金庫（本店+4支店）本店営業部、黒川支店、大川支店、山代支店、南支店、東山代支店
- 佐賀西信用組合伊万里支店
- 九州労働金庫伊万里支店
- JA伊万里（JAバンク）本所+10支所 - 本所、伊万里支所、中央支所、黒川支所、波多津支所、松浦支所、二里支所、東山代支所、山代支所、南波多支所、大川支所

## 市外局番
- 市外局番は全域が0955である。
  - 伊万里MA（市内局番22 - 29)

## 郵便局
- 郵便局（ゆうちょ銀行）（19局）
  - 集配局 - 窓口業務に加え、集配業務を行う郵便局（1局）
    - 伊万里郵便局

  - 無集配局（15局）
    - 大坪郵便局、黒川郵便局、波多津郵便局、南波多郵便局、大川野郵便局、大川内郵便局、二里郵便局、啓成郵便局、伊万里中里郵便局、伊万里松浦郵便局、東山代郵便局、伊万里大久保郵便局、楠久郵便局、久原郵便局、浦崎郵便局

  - 簡易郵便局（2局）
    - 立花簡易郵便局、滝川内簡易郵便局

- 郵便番号
  - 〒848-xxxx（伊万里町、大川内町、大坪町、木須町、黒川町、新天町、瀬戸町、立花町、二里町、蓮池町、波多津町、松島町、南波多町、脇田町）
  - 〒849-xxxx（大川町、東山代町、松浦町、山代町）

## テレビ・ラジオ
ケーブルテレビ経由で福岡県の放送局が視聴できる。伊万里市は放送局が3局しか視聴できないので、ケーブルテレビの加入率が90%と非常に高い。ラジオ第二放送は隣接県の局を受信している。
テレビ
- NHK佐賀放送局 <総合1ch><Eテレ2ch>
- サガテレビ（STS、フジテレビ系列）<3ch>

※下記はケーブルテレビへの加入が前提である。
- 九州朝日放送（KBC、テレビ朝日系列）<6ch>
- RKB毎日放送（RKB、TBS系列）<4ch>
- 福岡放送（FBS、日本テレビ系列）<5ch>
- TVQ九州放送（TVQ、テレビ東京系列）<7ch>
- テレビ西日本（TNC、フジテレビ系列）<8ch>

ケーブルテレビ
- 伊万里ケーブルテレビジョン（山代町・東山代町（一部加入世帯あり）を除く伊万里市内（波多津町は一部のみエリア））
- 西海テレビ（東山代町一部、山代町全域）

ラジオ
- AM
  - NHK佐賀放送局（第一放送のみ・第二放送は熊本放送局、福岡放送局のエリア）
  - NBCラジオ佐賀（長崎放送佐賀ラジオ放送局）
- FM
  - NHK佐賀FM放送
  - エフエム佐賀

## 健康・福祉
統計はすべて2010年10月1日の第19回国勢調査のもの。
- 平均年齢 ： 46.29歳
  - 年少人口(0 - 14)割合：14.70%
  - 生産年齢人口(15 - 64)割合：70.01%
  - 老年人口(65 - )割合：25.12%

### 病院
- 社会医療法人謙仁会山元記念病院
- 医療法人幸善会前田病院
- 全国社会保険連合会社会保険浦之崎病院
- 医療法人光仁会西田病院

## 教育

### 専修学校
- 伊万里看護学校

### 高等学校

伊万里高等学校

- 県立
  - 佐賀県立伊万里高等学校
  - 佐賀県立伊万里実業高等学校
- 私立
  - 敬徳高等学校

### 義務教育学校
- 伊万里市立南波多郷学館（2018年開校）
- 伊万里市立東陵学園（2025年開校）
- 山代中学校区で、小学校2校と中学校1校を統合して義務教育学校とする計画案がある。少子化や公共施設維持費の縮減を背景にしたもの[14]。

### 中学校
- 伊万里市立伊万里中学校
- 伊万里市立青嶺中学校
- 伊万里市立国見中学校
- 伊万里市立山代中学校
- 伊万里市立啓成中学校

廃校になった中学校は佐賀県中学校の廃校一覧#伊万里市を参照のこと。

### 小学校
- 伊万里市立伊万里小学校
- 伊万里市立牧島小学校
- 伊万里市立立花小学校
- 伊万里市立大坪小学校
- 伊万里市立大川内小学校
- 伊万里市立黒川小学校
- 伊万里市立波多津小学校
- 伊万里市立東山代小学校
- 伊万里市立山代東小学校
- 伊万里市立山代西小学校

廃校になった小学校は佐賀県小学校の廃校一覧#伊万里市を参照のこと。

### 特別支援学校
- 佐賀県立伊万里特別支援学校

### 幼稚園
- 市立
  - 伊万里市立黒川幼稚園
- 私立
  - 伊万里幼稚園
  - 伊万里カトリック幼稚園

### 保育所
市立
- 伊万里保育園
- 牧島保育園
- 大坪保育園
- 南波多保育園
- 松浦保育園
- 大川保育園

私立
- みなみ保育園
- 立花保育園
- たんぽぽ保育園
- 大川内保育園
- 波多津保育園
- 川東保育園
- 中里保育園
- 医王保育園
- 大里保育園
- 長浜保育園
- 里保育園
- 脇野保育園
- 大久保保育園
- 楠久保育園
- 鳴石保育園
- 久原保育園
- さくら保育園
- 認定こども園 ぷち・るう保育園

### 学校教育以外の施設
自動車教習所
- 伊万里自動車学校

## 交通

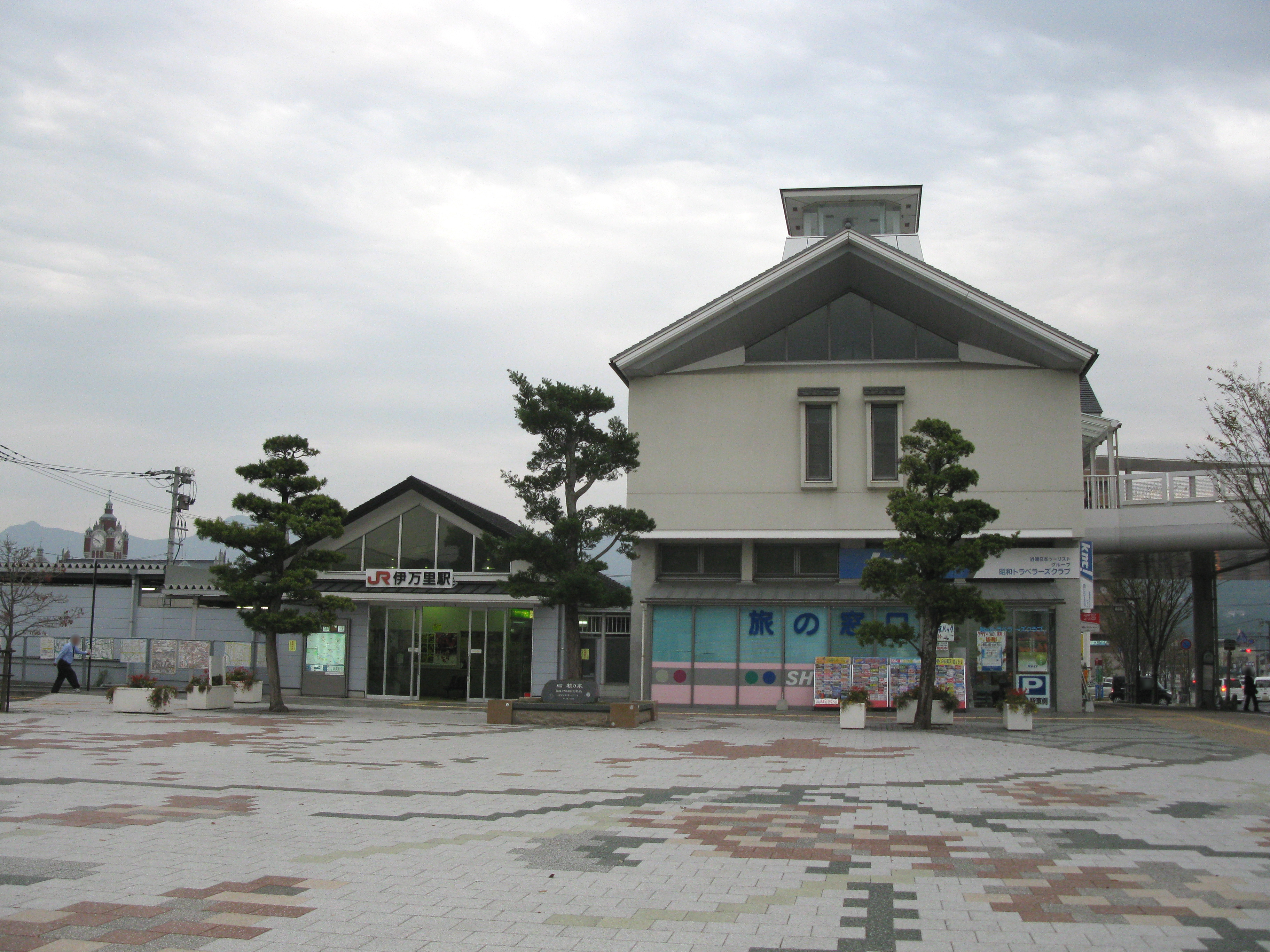
伊万里駅

### 空路
最寄り空港は佐賀空港、福岡空港または長崎空港。

### 鉄道路線
九州旅客鉄道（JR九州）
- 筑肥線
  - 駒鳴駅 - 大川野駅 - 肥前長野駅 - 桃川駅 - 金石原駅 - 上伊万里駅 - 伊万里駅

松浦鉄道
- 西九州線
  - 金武駅 - 川東駅 - 伊万里駅 - 東山代駅 - 里駅 - 楠久駅 - 鳴石駅 - 久原駅 - 波瀬駅 - 浦ノ崎駅 - 福島口駅

※中心となる駅：伊万里駅

### バス路線

#### 一般路線バス
- 昭和自動車 - かつては西肥自動車とともに市内各地に路線を運行していたが、現在では大半が廃止となり伊万里市内発着の一般路線は唐津市と伊万里市を結ぶ1路線のみ。ほかに高速バス「いまり号」を運行するが伊万里市内相互間の利用は不可。
  - 唐津大手口BC - 鬼塚 - 徳須恵 - 伊万里ふるさと村 - 伊万里駅前
- 西肥自動車 - 近隣の松浦市中心部、福島、有田町、佐世保市、武雄市三間坂地区への路線を運行する。市内路線として、伊万里駅と大川内山を結ぶ路線があるほか、伊万里市コミュニティバスの受託運行を行っている。
  - 伊万里駅前 - 夫婦石 - 有田町役場前 - 伊万里口 - 三川内支所前 - 佐世保駅前
  - 伊万里駅前 - 浦の崎 - 今福 - 松浦駅
  - 伊万里駅前 - 黒川 - 波多津 - 福島
  - 伊万里駅前 - 三間坂駅前
  - 伊万里駅前 - 大川内山
  - 伊万里駅前 - 伊万里実業高校農林キャンパス前
- 伊万里市コミュニティバス「いまりんバス」 - 伊万里市内を循環するコミュニティバス。運行は西肥自動車に委託されている。
- 伊万里市黒川地区町内巡回バス「くろがわ号」 - 黒川地区で運行している自主運行バス。平日のみ運行。
- 温泉タクシー - 2018年に廃止された昭和自動車の伊万里 - 武雄間の路線の代替として乗合タクシーを運行する。ただし伊万里市では市街地に入らず桃川駅が起終点であり、運行区間の大半が武雄市内である。
  - 桃川駅 - 若木公民館前 - 附防 - 戸坂 - 高橋駅前 - 武雄温泉駅南口 - 武雄市役所前

#### 高速バス
| 愛称名        | 運行会社   | 運行区間 |
| ------------- | ---------- | --- |
| いまり号      | 昭和自動車 | 福岡市（福岡空港国内線・博多BT・天神） - 今組 - 唐津インター口 - 山本・北波多・伊万里ふるさと村・東町・伊万里駅前・伊万里営業所 |
| さつきhighway | さつき観光 | 福岡市（HEARTS BS博多） - 名村団地・黒川                                                                                        |

### 道路

#### 高速道路
- 唐津伊万里道路（西九州自動車道）
  - （唐津市） - 南波多谷口IC - 伊万里東府招IC

以下は計画中
- 西九州自動車道（建設中、未開通区間のICはすべて仮称）
  - 伊万里東府招IC - 伊万里中IC - 伊万里西IC - 楠久IC - 山代久原IC - （長崎県松浦市）

高速自動車国道の最寄りICは、西九州自動車道・佐世保三川内IC。
唐津伊万里道路は全国的な高速道路網とつながっていないが、途中で今宿道路・二丈浜玉道路を挟んで福岡市と伊万里市の間を高速道路で移動することができる。福岡市以東から伊万里市に自動車で移動する場合、長崎自動車道・西九州自動車道を経由するルートよりも今宿道路・二丈浜玉道路を挟むルートのほうが短距離になる。
伊万里市内で計画中の高速道路として、西九州自動車道の唐津伊万里道路（唐津市中原 - 伊万里市南波多町府招 間）、伊万里道路（南波多町府招 - 東山代町 間）、伊万里松浦道路（東山代町 - 長崎県松浦市 間）がある。

#### 一般国道
- 国道202号 - 道の駅伊万里を設置。
- 国道204号
- 国道498号

#### 主要地方道
- 佐賀県道・長崎県道5号伊万里松浦線
- 佐賀県道26号伊万里山内線
- 佐賀県道32号伊万里畑川内厳木線
- 佐賀県道38号相知山内線
- 佐賀県道52号山本波多津線
- 佐賀県道53号武雄伊万里線

#### 一般県道
- 佐賀県道251号黒髪山公園線
- 佐賀県道297号塩屋大曲線
- 佐賀県道321号黒川松島線

### 港湾
- 伊万里港（重要港湾）
- 浦ノ崎港 - 長崎県松浦市福島に渡船が就航

## 文化施設

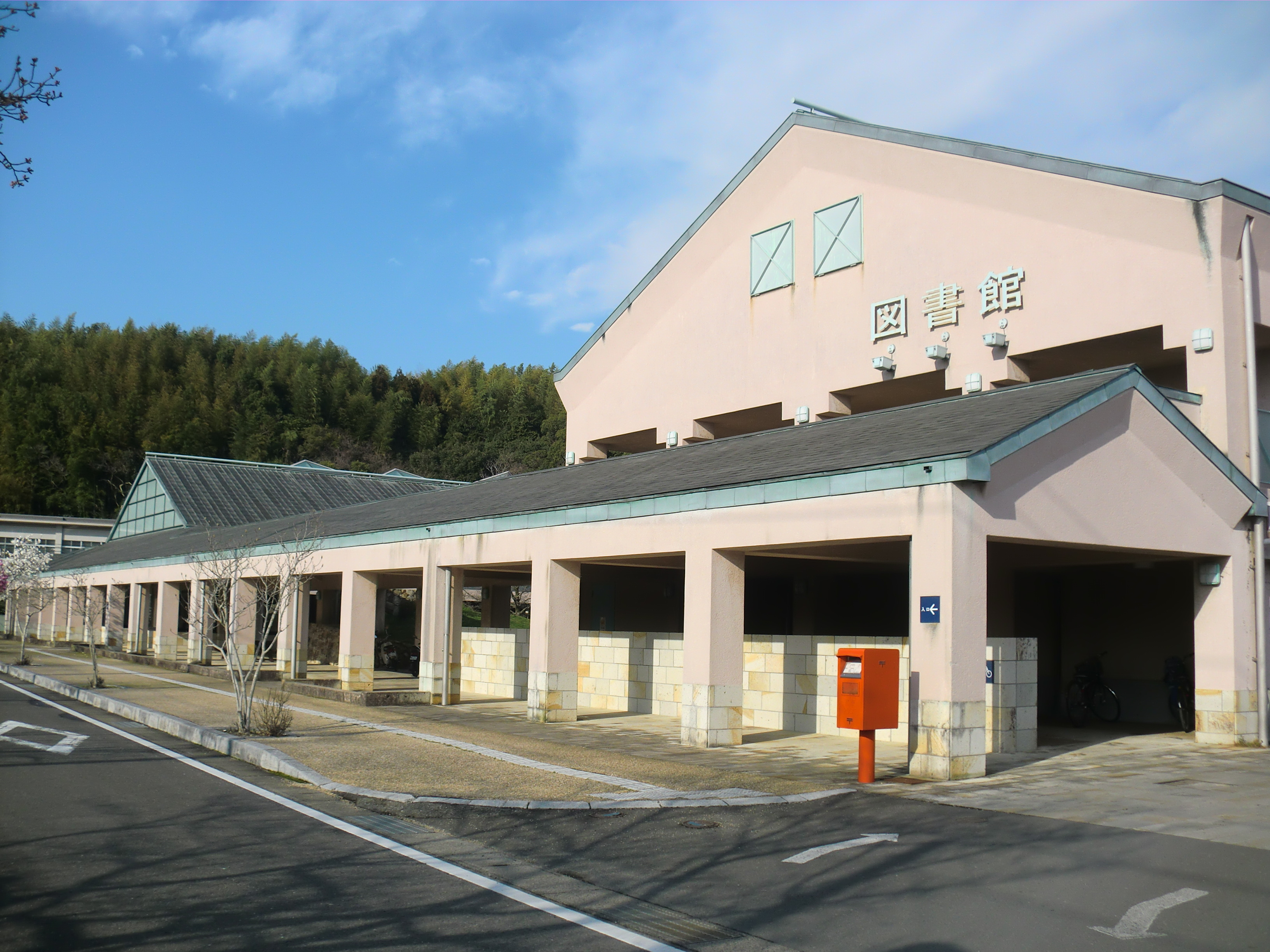
伊万里市民図書館

- 伊万里市民図書館
- 伊万里市民センター
- 伊万里市民会館
- 伊万里・鍋島ギャラリー
- 市民交流プラザ
  - 『障害者生活支援センター』
  - 『市民活動支援センター』
- 伊万里・有田焼伝統産業会館
- 夢耕房たきの
- ピノキオの家
- 眉山ふるさと館

## スポーツ施設
国見台公園
- 国見台体育館
- 国見台野球場
- 国見台球技場
- 国見台庭球場
- 国見台陸上競技場
- 国見台トリムコース
- 国見台武道館
- 国見台相撲場
- 国見台弓道場

体育館
- 大川体育館
- 南波多ミニスポーツ会館（南波多公民館）
- 波多津体育館（波多津公民館）
- 東山代体育館（東山代公民館）

野球、ソフトボール、サッカー
- 伊万里湾大橋球技場
- 浦ノ崎運動広場
- 大川運動広場（大川公民館）
- 東山代運動広場（東山代公民館）
- 波多津運動広場（波多津公民館）
- 黒川小学校屋外運動場（黒川公民館）
- 松浦運動広場（松浦公民館）
- 大川内小学校屋外運動場（大川内公民館）
- 二里小学校屋外運動場（二里公民館）
- 南波多小学校屋外運動場（南波多公民館）
- 伊万里中学校屋外運動場（大坪公民館）
- 啓成中学校屋外運動場（伊万里公民館）

射撃
- 散弾銃射撃場

アーチェリー
- 東山代運動広場（東山代公民館）

ゲートボール
- 黒川ゲートボール場
- 波多津ゲートボール場
- 大川ゲートボール場
- 二里ゲートボール場
- 山代ゲートボール場
- 牧島ゲートボール場
- 松浦ゲートボール場
- 東山代ゲートボール場
- 南波多ゲートボール場

## 特産品
- 伊万里焼
- 伊万里牛
- 伊万里梨
- ぶどう(巨峰)
- みかん
- 車えび
- 梨ワイン
- 梅酒

## 名所・祭事
- 大川内山
- 大川内山の街並み
- 伊萬里神社
- 炭山棚田

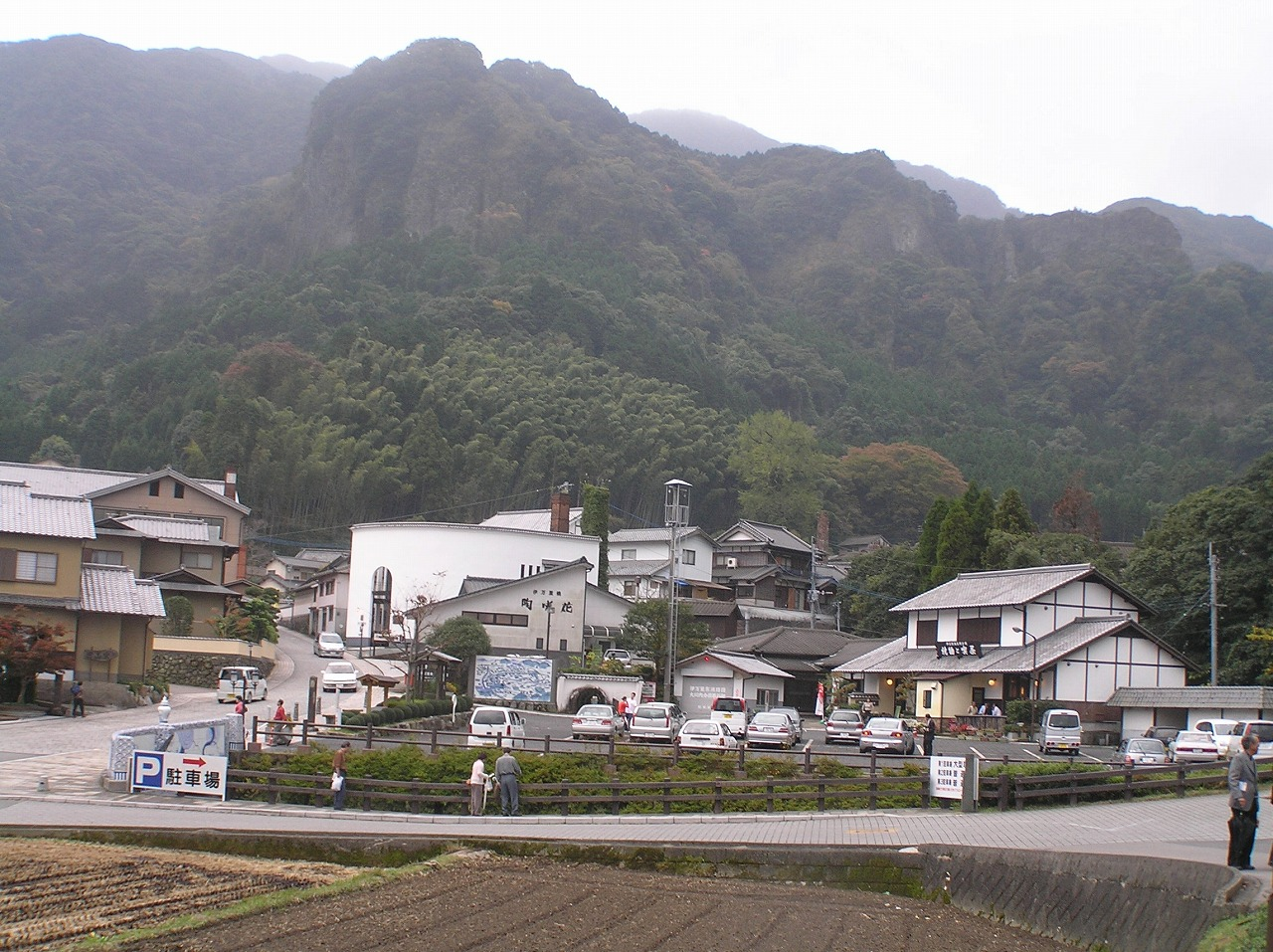
秘窯の里大川内山
- 鍋島藩窯公園
- 伊万里・有田焼伝統産業会館
- 明星桜（県の天然記念物）
- 陶器商家資料館（丸駒）
- 海のシルクロード館
- 伊万里・鍋島ギャラリー
- 伊万里市歴史民俗資料館
- 暖地海岸性林（国の天然記念物）
- 伊万里湾　カブトガニ繁殖地[15][16][17]
- イマリンビーチ
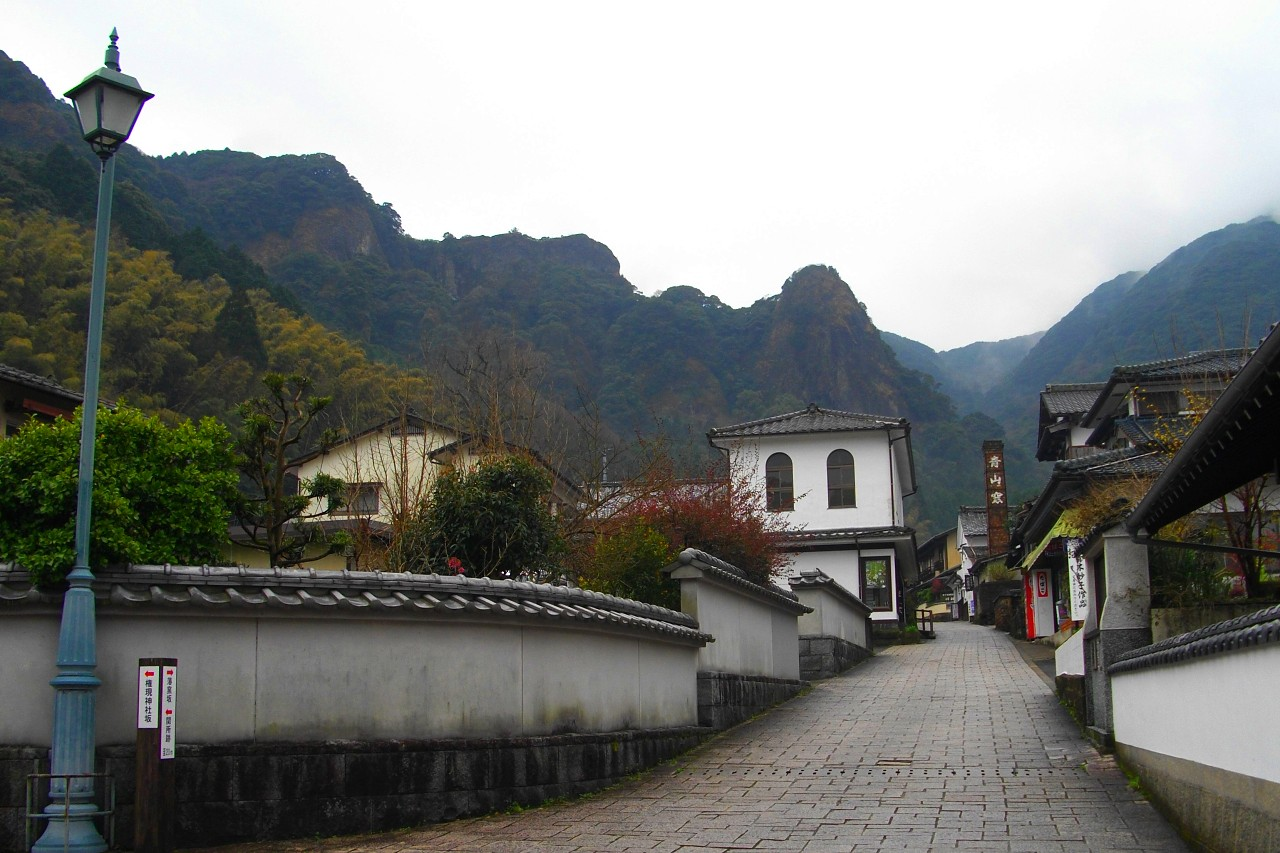
大川内山キャンプ場
- 玄海国定公園　竹の古場
- 里小路の小笹生垣
- 青幡神社
- 松浦一酒造（カッパのミイラ）
- 伊万里湾大橋
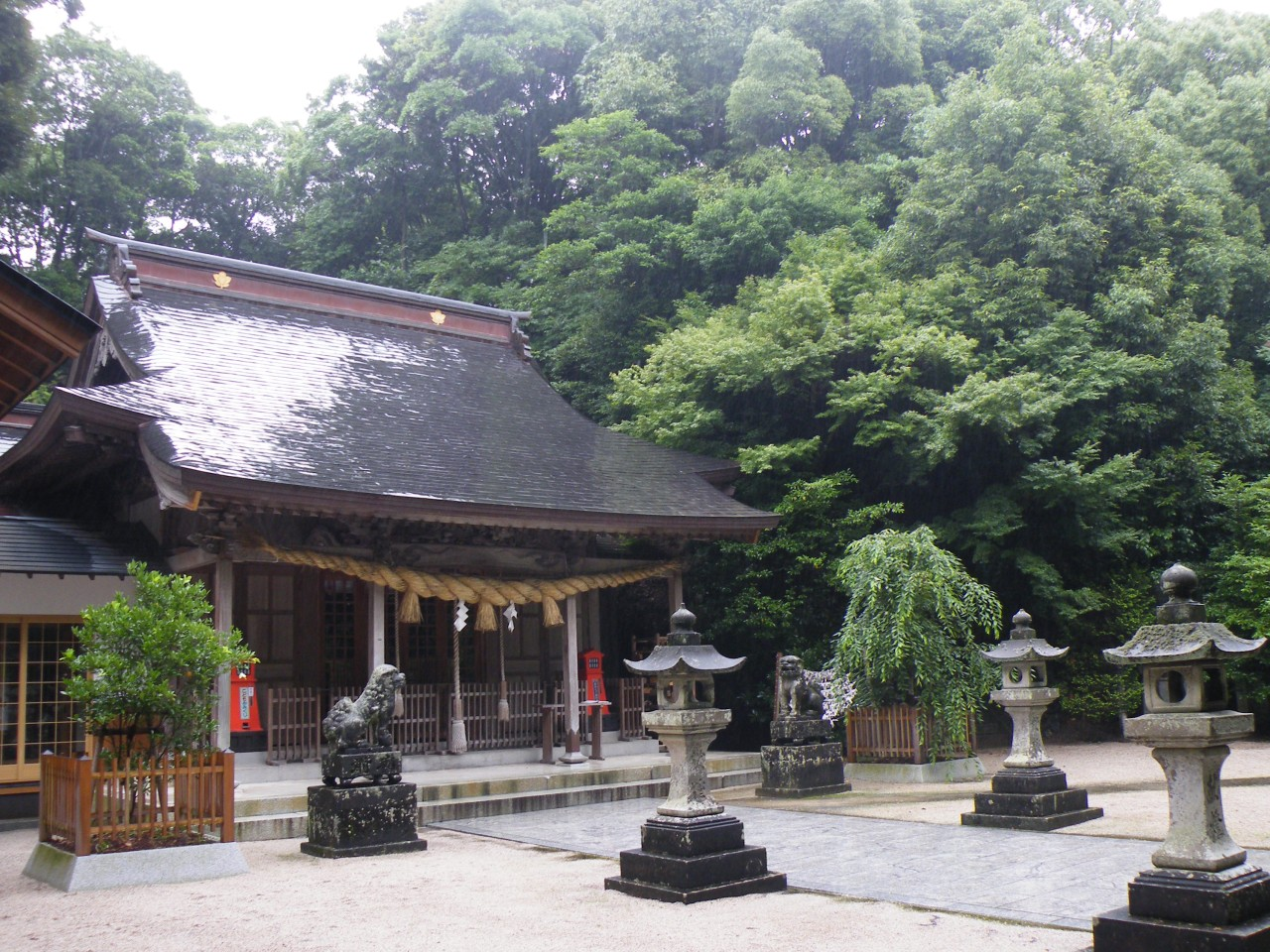
伊萬里神社
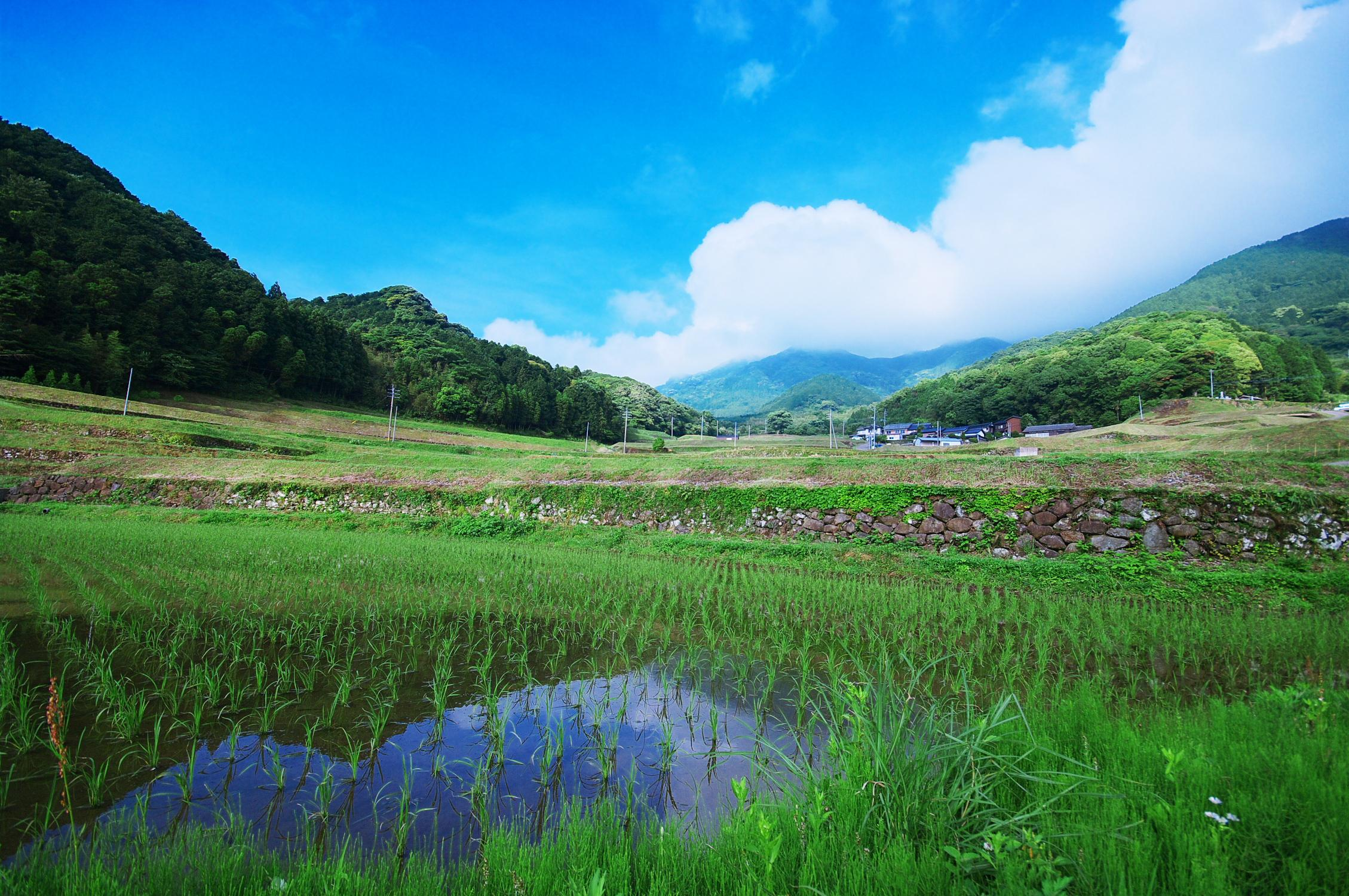
炭山棚田

- 白山神社
- 伊万里ふるさと村（道の駅 伊万里）
- しだれ椋（市の天然記念物・伊万里保育園内）
- 田嶋神社本殿（県内最古の神社建築・国指定重要文化財）

## 祭事・催事
- 春の窯元市（4月上旬）
- 国際アマチュア陶芸展伊万里（4月上旬）
- つつじ祭り（5月5日）
- 風鈴まつり （〜8月）
- どっちゃん祭り（8月上旬）
- 伊万里市民納涼花火大会（8月上旬）

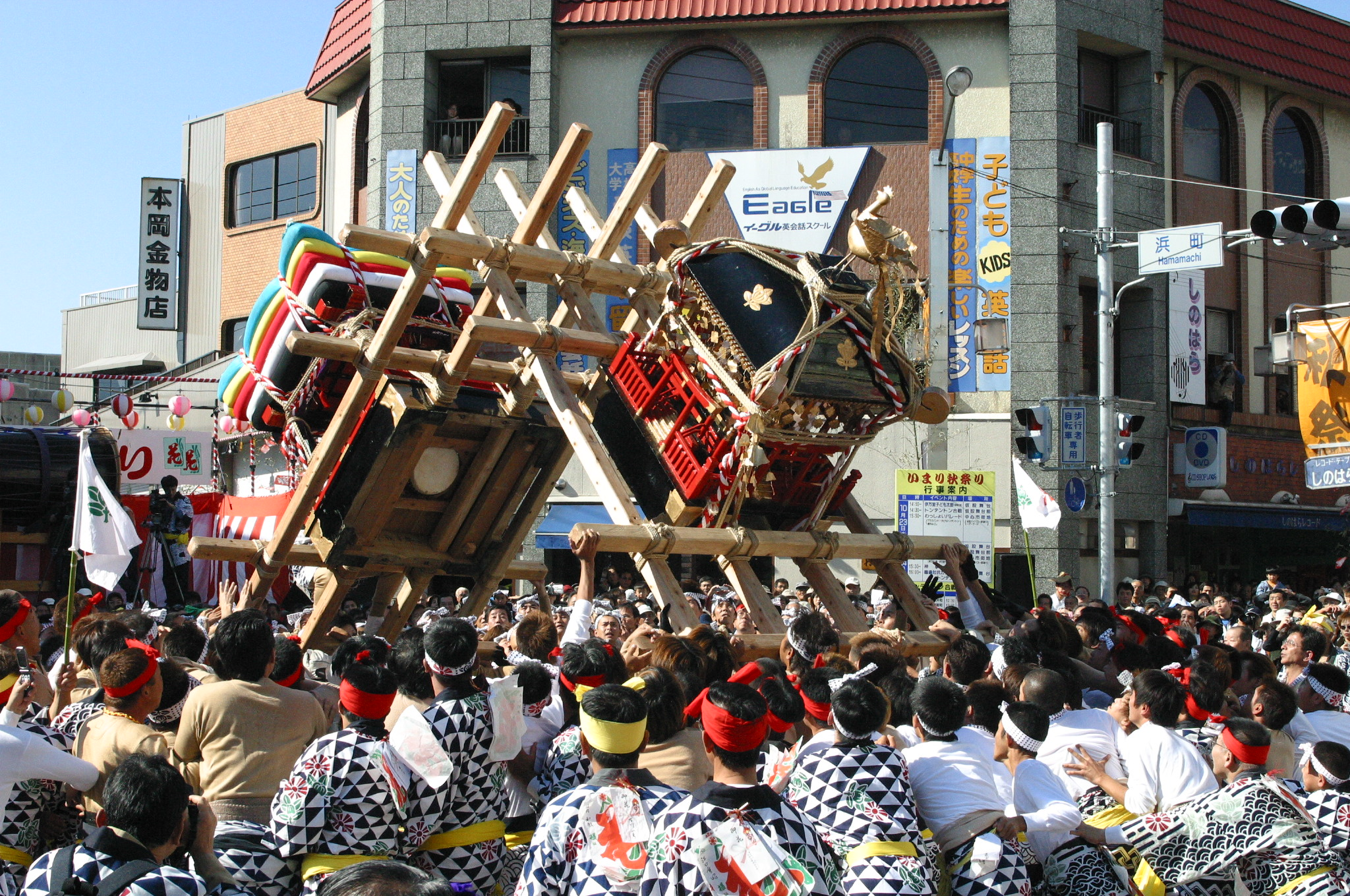
伊万里トンテントン祭り

- 伊万里トンテントン祭り（10月22日、23日、24日） - 日本三大喧嘩祭り
- いまり秋祭り（10月下旬）
- 鍋島藩窯秋祭り（11月上旬）
- 山ン寺例祭（12月1日）
- 取り追う祭り（12月上旬）
- 招福伊万里えびす祭り（1月中旬）

## 伊万里市出身の有名人
★は故人
- 田代可休 - 僧侶 ★
- 藤山雷太 - 実業家 ★
- 森永太一郎 - 実業家。森永製菓創業者 ★
- るかまる。 - コメディアン。経済学者。
- 片岡繁男 - 詩人、小説家 ★
- 大木伸夫 (演歌歌手) - 歌手 ★
- 池田龍雄 - 画家。ニ里村出身。
- 前山恭平 - 元ブラウブリッツ秋田サッカー選手
- 水町亮介 - 元秋田ノーザンハピネッツバスケットボール選手
- 藤本典征 - プロ野球審判員・元広島東洋カープ選手、佐賀県立伊万里高等学校卒。
- 犬塚正智 - 経営学者。
- 伊万里すみ子 - 漫画家、佐賀県立伊万里高等学校卒。
- 金子和斗志 - アイ・ケイ・ケイ創業者・会長兼CEO、佐賀県立伊万里高等学校卒。
- 田中雅之 - 歌手。元クリスタルキング。佐賀県立伊万里商業高等学校中退。
- 白竜 - 俳優、歌手。
- 川本和久 - 福島大学人間発達文化学類教授、日本陸上競技連盟女子短距離部長、福島大学陸上競技部監督、ナチュリルアスリートクラブ監督。佐賀県立伊万里高等学校卒。
- MADAM REY（マダムレイ） - 歌手。田尾安志（元プロ野球選手・監督、野球解説者）の夫人。佐賀県立伊万里高等学校卒。
- 小森陽一 - 漫画「海猿」原作（ストーリー担当）。佐賀県立伊万里高等学校卒。
- 瀧廣祥子 - 山口朝日放送(yab)報道部記者、元サガテレビアナウンサー。佐賀県立伊万里高等学校卒。
- 高須洋介 - 東北楽天ゴールデンイーグルス選手 ※ただし幼少時に伊万里より転出。
- むとうありさ - シンガーソングライター。佐賀県立伊万里高等学校卒。
- 片山さゆり - 歌手、女優。
- 梶原和隆 - 元プロ野球選手、佐賀県立伊万里商業高等学校卒。
- 田中實 - 技術者。元日新製鋼会長兼社長、元日本機械学会会長。
- 不二子 - モデル、女優。一時期芸名を松尾礼央（まつおれお）としていた。佐賀県立伊万里高等学校卒。
- 吉原圭子 - 声楽家(音域:ソプラノ)。イタリア声楽コンコルソでミラノ大賞を受賞したほか、内外のコンクールで成果をあげ、オペラでも活躍。
- 椿 - 歌手。
- 吉冨桃子 - 女子サッカー選手。現在スフィーダ世田谷FC所属。
- 渡邊耕一 - Cygames社長、ゲームクリエイター。
- 豊岡哲生 - 元競輪選手、起業家。佐賀県立伊万里商業高等学校卒。
- 古川愛理-シンガーソングライター